# Тупики
Ту́пики (лат. Fratercula) — род птиц семейства чистиковых, обитающих на морских просторах и чаще всего питающихся путём ныряния в воду. Одной из особенностей тупиков является ярко окрашенный в период размножения клюв. Проживают большими колониями на прибрежных утёсах и прибрежных островах, гнездятся в расщелинах на камнях, скалистых утёсах береговой зоны, на островах, между скалами или в норах в почве. Зимуют в море, но держатся недалеко от берега. Распространены в северной части Тихого океана, а также в северной части Атлантического океана. Виды рода колониальные, охотно объединяются с другими морскими птицами.
У всех разновидностей тупиков преобладает чёрное или чёрно-белое оперение, имеются крупные клювы, а также короткие крылья, которые приспособлены к плаванию в воде. В полёте они быстро машут крыльями (до 400 раз в минуту), часто пролетая низко над поверхностью океана.

## Виды
Международный союз орнитологов выделяет следующие виды:
- Атлантический тупик (Fratercula arctica)
- Топорок (Fratercula cirrhata)
- Тихоокеанский тупик (Fratercula corniculata)